# Lerici (casa editrice)
Lerici è stata una casa editrice fondata nel 1927 da Carlo Maurilio Lerici. Pubblicò fino agli anni cinquanta per il Centro di prospezioni geominerarie (poi Fondazione Lerici). Nel 1956, Roberto Lerici la rifondò con il sostegno economico di Aldo Rosselli (figlio di Nello) e dello zio Carlo Maurilio, volgendola all'editoria letteraria. Fra i collaboratori più prestigiosi si ricordano: Angelo Maria Ripellino, Oreste Macrì, Mario Luzi, Roberto Sanesi,  Romano Bilenchi,  Walter Pedullà che fu  direttore della Casa Editrice e il capo redattore Magdalo Mussio che nel 1963 diresse la collana Marcalibri associata alla rivista Marcatré diretta da Eugenio Battisti e legata al Gruppo 63.  La Casa editrice  fu chiusa nel 1967.
Tra gli scrittori più significativi pubblicati dalla casa editrice si ricordano, tra gli autori stranieri, molti dei quali tradotti per la prima volta in Italia: Endre Ady, Roland Barthes, Aleksandr Blok, Hermann Broch, Witold Gombrowicz, Nazım Hikmet, Langston Hughes, Antonio Machado, Norman Mailer, Fernando Pessoa, Ezra Pound, Henry Roth, Isaac Bashevis Singer, Robert Walser e Wystan Hugh Auden.
Tra gli italiani, alcuni dei quali pubblicati per la prima volta dalla casa editrice: Carmelo Bene, Edith Bruck, Lorenzo Calogero, Maurizio Calvesi, Gillo Dorfles, Angelo Fiore, Emilio Garroni, Vittorio Gassman, Dacia Maraini, Giorgio Orelli, Antonio Pizzuto, Giorgio Saviane.